# Unteres Schloss Geisingen

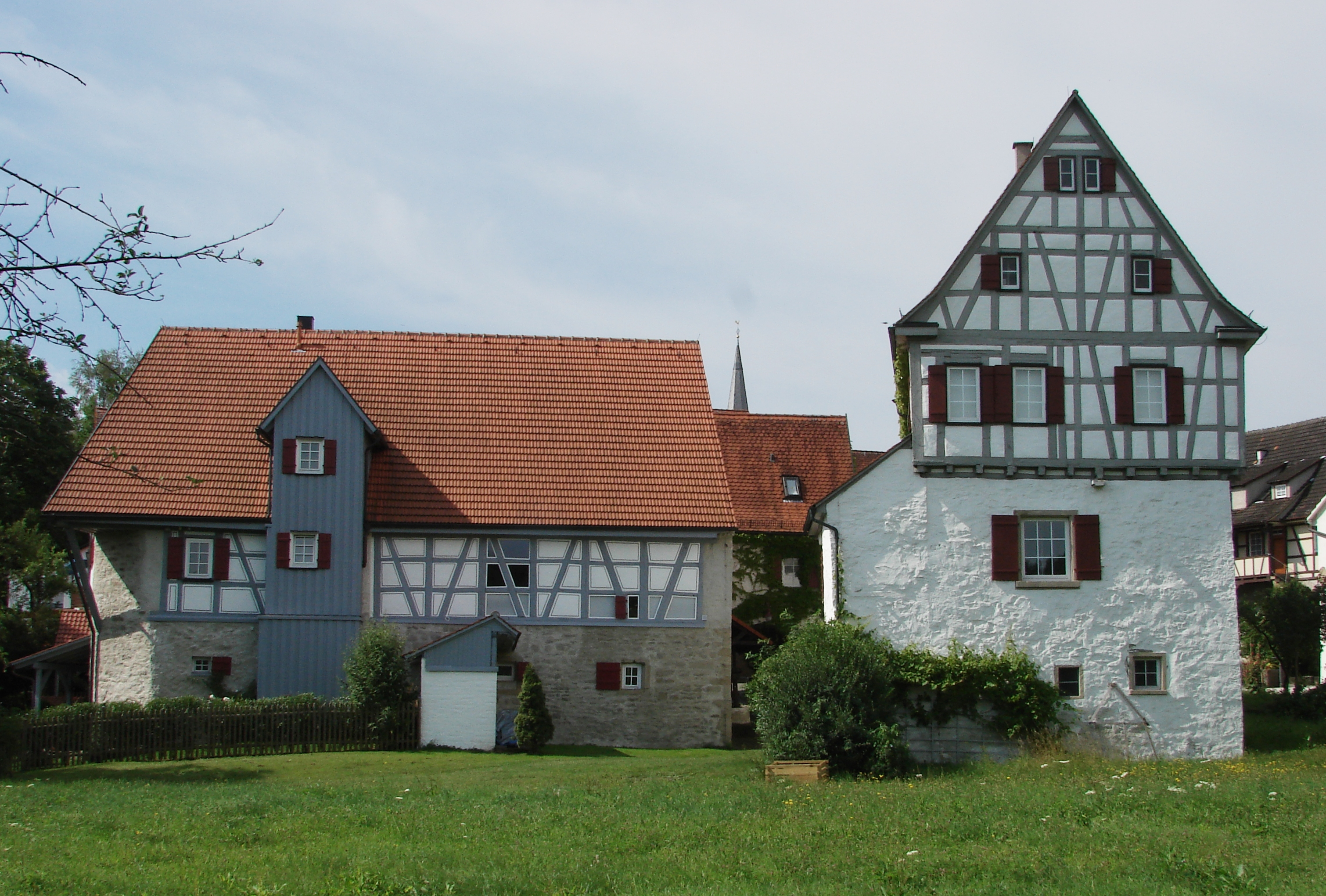
Unteres Schloss mit Schlössle (rechts)

Das Untere Schloss Geisingen, auch Schertelsches Schloss oder Altes Schloss genannt, ist ein Schloss im Freiberger Ortsteil Geisingen im Landkreis Ludwigsburg in Baden-Württemberg.

## Geschichte
1486 wurde auf dem Gelände des heutigen Schlosses eine Wasserschlossanlage von den Herren von Stammheim errichtet. Das Schlössle wurde 1671 durch Wolf Ludwig Schertlin von Burtenbach erweitert und um einen Hof mit Kelter und Mühle ergänzt. Herzog Carl Eugen von Württemberg kaufte der Familie Schertlin 1782 ihre Liegenschaften in Geisingen ab. Ab 1793 diente das Schlössle, das mit dem Hauptbau verbunden war, als Sitz des württembergischen Stabsamtmannes. 1818 wurde der hinter dem Schloss stehende, noch vorhandene Turm abgerissen. Im Jahr 1843 verkaufte Württemberg das Torhaus an den Schäfer Johann Christoph Nirg. Da die Kelter ab der Mitte des 19. Jahrhunderts als Schule, Rathaus und Fruchtkasten dienten, wurde das Gebäude 1837 mit einem Fachwerkaufbau aufgestockt. 1856 vernichtete ein Brand den gesamten Hauptbau des Schlosses. Einzig das sogenannte Schlössle überstand den Brand fast unbeschadet. Ein Jahr nach dem Brand kaufte Gustav Werner das Schlössle, um dort eine Filiale seiner Stiftung unterzubringen. Erst 1902 gab die Stiftung das Gebäude auf. 1978 kaufte die Stadt Freiberg zuerst das Hauptgebäude, 1983 folgte der Kauf des Torhauses. Seit 1989 befindet sich im Schlössle das Heimatmuseum der Stadt Freiberg.

## Weblink
- Webpräsenz des Museums